# Ptinus interruptus
Ptinus interruptus är en skalbaggsart som beskrevs av Leconte 1857. Ptinus interruptus ingår i släktet Ptinus och familjen Ptinidae. Inga underarter finns listade i Catalogue of Life.